# Monastero di Bri Yeghtsi
Il monastero di Bri Yeghtsi è un monastero situato nel distretto di Xocavənd della repubblica di Azerbaigian, precedentemente nella repubblica dell'Artsakh (già denominata repubblica del Nagorno Karabakh), nella regione di Martowni, corrispondente al cantone medioevale di Mius Haband ed alla tardo medioevale contea di Varanda.
Sorge sulla sponda destra del canyon di Anahit e fu edificato tra il XII ed il XIII secolo, probabilmente sul altro sito preesistente, secondo alcune iscrizioni che si possono leggere e che indicano anche come artefici gli architetti Kachenik Anetsi e Shahen.
La struttura consta di quattro chiese, una cupola, tre muri formati da khachkar, un vestibolo distrutto ed altre costruzioni di servizio.